# Kötelesrész
A kötelesrész az öröklési jog intézménye, amely az  örökhagyó szabad rendelkezési jogát korlátozza. A kötelesrésszel a Polgári Törvénykönyv védi az örökhagyó legközelebbi hozzátartozóit  és a részesedést biztosít a részükre az örökhagyó végintézkedése, vagy élők között ingyenesen történt vagyonátruházása esetére.
Kötelesrész illeti meg az örökhagyó leszármazóját, házastársát, bejegyzett élettársát, továbbá szülőjét, ha az öröklés megnyíltakor az örökhagyó törvényes örököse, vagy végintézkedés hiányában az lenne. Ezzel szemben nem jár kötelesrész annak, akit az örökhagyó a végintézkedésében érvényesen kitagadott.
Az öröklésből való kizárás ettől különbözik.
A hatályos magyar jog szerint a kötelesrész mértéke annak a harmadrésze, ami a kötelesrész jogosultjának, mint törvényes örökösnek járna.
Az örökhagyó (vagyis az az elhunyt természetes személy, akinek halála miatt a vagyonában egyetemes jogutódlás következik be) a halála esetére vagyonáról vagy annak egy részéről szabadon rendelkezhet végintézkedéssel (vagyis végrendelettel, öröklési szerződéssel vagy halál esetére szóló ajándékozási szerződéssel). Ennek a szabad rendelkezésnek korlátja a Polgári törvénykönyvben bizonyos személyek számára biztosított kötelesrész, ami a hagyatékból való amolyan  minimum-részesedésnek is tekinthető.
A kötelesrész jár a közeli hozzátartozóknak akkor is, ha nem szerepelnek a végrendeletben.
A kötelesrészre jogosult nem tekinthető a szó valódi értelmében örökös, ő nem "örököl", hanem a neki járó részt neki kell követelnie az örökösöktől.

## A hatályos magyar jogban
A kötelesrészről Magyarországon a hatályos Polgári törvénykönyv a negyedik rész  XII. címe és XIII. címe  szól.

## Jogosultság a kötelesrészre
A kötelesrészre jogosultak a következők: örökhagyó leszármazóját, házastársát és szülőjét, ha az öröklés megnyílásakor az örökhagyó törvényes örököse vagy végintézkedés hiányában az lenne. A kötelesrészre való igény 5 év alatt évül el. A Ptk. a kötelesrészt az örökhagyó halálával keletkező kötelmi jogi igényként kezeli. A kötelesrész jogosultjának kötelmi jogi jellegű és elsősorban pénzkövetelésre irányuló igénye támad az örökösökkel – és végső esetben bizonyos megajándékozottakkal – szemben. Az igény elsősroban pénzkövetelésre irányul. Önmagában azon az alapon még nem lesz érvénytelen az örökhagyó végrendelete, hogy sérti a kötelesrészre jogosult(ak) igényét.

### A kitagadás
Egyáltalán nem jár kötelesrész annak, akit az örökhagyó végintézkedésében érvényesen kitagadott. A kitagadás akkor érvényes, ha a végintézkedés annak okát kifejezetten megjelöli.

### A kizárás az öröklésből
Az örökhagyó a végintézkedési szabadsága folytán dönthet úgy, hogy a törvényes örökösét (vagy olyan személyt, aki azzá válhat) kizárhat az öröklésből. A törvényes öröklésből való kizárás maga a végintézkedés illetve annak egy része lehet. Történhet hallgatólagosan is, más személy örökössé nevezése útján, más szóval mellőzéssel. Az örököst bármilyen okból, vagy akár indokolás nélkül is ki lehet zárni.

Amennyiben azonban a kizárás törvényes örökösre vonatkozik, a kizárás csak a kötelesrészét meghaladó törvényes örökrészt érintheti.

### A kötelesrész alapja
A kötelesrész alapja a hagyaték tiszta értéke, valamint az örökhagyó által élők között bárkinek juttatott ingyenes adományok juttatáskori tiszta értéke. Aki számára az ingyenes adománynak a juttatáskori értéken való számításba vétele súlyosan méltánytalan, a bíróságtól kérheti a körülmények figyelembevételével vett más érték megállapítását. 
A hagyaték tiszta értékének kiszámításánál a hagyományokat és a meghagyásokat nem lehet teherként figyelembe venni. A szerződés megkötésétől számított két éven belül megnyílt öröklés esetén a kötelesrész alapjához hozzá kell számítani az öröklési, tartási, életjáradéki vagy gondozási szerződéssel elidegenített vagyon értékének a ténylegesen nyújtott tartás, életjáradék, illetve gondozás értékével nem fedezett részét. Az átruházott vagyon, a nyújtott tartás és a gondozás értékét, valamint az életjáradék összegét az öröklés megnyílásának időpontjában számított értéken kell figyelembe venni.

### A kötelesrész alapjából kivont adományok
Nem tartozik a kötelesrész alapjához
- a) az örökhagyó által a halálát megelőző 10 évnél régebben bárkinek juttatott ingyenes adomány értéke;
- b) az olyan ingyenes adomány értéke, amelyet az örökhagyó a kötelesrészre jogosultságot létrehozó kapcsolat keletkezését megelőzően juttatott;
- c) a szokásos mértéket meg nem haladó ingyenes adomány értéke;
- d) a házastárs vagy az élettárs, továbbá a leszármazó részére nyújtott tartás értéke;
- e) az arra rászoruló más személynek ingyenesen nyújtott tartás értéke a létfenntartáshoz szükséges mértékben.[17]

A kötelesrészre jogosultságot létrehozó kapcsolat létrejöttének időpontja házasságból származó gyermek és a házastársak által közös örökbefogadással örökbe fogadott gyermek esetén a házasságkötés időpontja, más örökbe fogadott gyermek esetén az örökbefogadás időpontja, egyébként a gyermek fogamzása.
Azt az ingyenes adományt, amelynek betudását az örökhagyó elengedte, nem lehet a jogosult saját kötelesrészének alapjához hozzászámítani.

### A kötelesrész mértéke
Kötelesrész címén a kötelesrészre jogosultat annak a harmada illeti meg, ami neki - a kötelesrész alapja szerint számítva - mint törvényes örökösnek jutna. Ha a házastársat mint törvényes örököst haszonélvezeti jog is megilleti, kötelesrésze e tekintetben a haszonélvezeti jognak olyan korlátozott mértéke, amely szükségleteit biztosítja, figyelembe véve az általa örökölt vagyontárgyakat. A törvényes örökségként haszonélvezeti jogot öröklő házastárs a kötelesrészét igényelheti úgy is, mintha haszonélvezeti jogát megváltották volna.

### Betudás
A kötelesrész kielégítésére szolgál mindaz, amit a jogosult a hagyatékból bármely címen kap, továbbá amit az örökhagyótól ingyenes adományként kapott, feltéve, hogy azt a kötelesrész alapjához hozzá kell számítani. Ha a kötelesrészre jogosult leszármazó az öröklésből kiesett, leszármazójának kötelesrészébe be kell tudni mindannak az ingyenes adománynak az értékét, amelyet ő és a kiesett felmenő kapott. Több leszármazó az adományt a hagyatékban való részesedésének arányában köteles betudni. Az örökhagyó a betudást - kifejezett nyilatkozattal - elengedheti. A betudás elengedése más jogosult kötelesrészét nem sértheti.

### A kötelesrész kielégítéséért való felelősség
A kötelesrész kiadását vagy kiegészítését (röviden: kielégítését) a következő sorrend szerint lehet követelni:
- a) a kötelesrész kielégítéséért elsősorban a hagyatékban részesedő személyek felelnek;
- b) a kötelesrésznek a hagyatékból ki nem elégíthető részéért az örökhagyó által a halálát megelőző tíz éven belül megadományozottak adományaik időbeli sorrendjére tekintet nélkül felelnek.

Több személy felelősségének arányát juttatásaik figyelembe vehető értéke határozza meg. Aki a juttatástól önhibáján kívül elesett, az nem felel a kötelesrészért.

### A kötelesrészre jogosult és hozzátartozói korlátozott felelőssége
Aki juttatásban részesült, a kötelesrész kielégítéséért a juttatás egész értékével felel. A kötelesrészre jogosult a juttatásnak azzal a részével felel, amely az ő törvényes örökrészét meghaladja. A kötelesrészre jogosultnak a házastársa, leszármazója illetve ennek házastársa mentesül a felelősség alól annyiban, amennyiben valamennyiük juttatásának értéke a kötelesrészre jogosult juttatásának értékével együtt sem haladja meg a kötelesrészre jogosult törvényes örökrészét. Ezt a szabályt nem lehet alkalmazni, ha a kötelesrészre jogosult igényét a házastársával, leszármazójával vagy ennek házastársával szemben érvényesíti. A törvényes örökrészt ezekben az esetekben a kötelesrész alapja szerint kell számításba venni.

### A kötelesrész kiadása
A kötelesrészt minden teher és korlátozás nélkül kell kiadni. Abban az esetben, ha a kötelesrész kiadásánál a megmaradó vagyon az örökhagyó házastársának korlátozott haszonélvezetét sem biztosítaná, úgy a haszonélvezet megszűnése után kell kiadni a kötelesrésznek a korlátozott haszonélvezetet biztosító részét. Ha az örökhagyó a kötelesrészre jogosultnak korlátozással vagy terheléssel hagyott hátra vagyont, a korlátozás a kötelesrészen felüli többletre hatályos. Az örökhagyó úgy is rendelkezhet, hogy a jogosult csak kötelesrészét kapja meg, kivéve, ha a korlátozást vagy a terhelést a kötelesrész tekintetében is elfogadja. A kötelesrészre jogosult kötelesrészének pénzben való kiadását igényelheti. Természetben - a haszonélvezet kivételével - a kötelesrész abban az esetben igényelhető, ha ez volt az örökhagyó végintézkedéssel vagy élők között nyilvánított akarata. Ha a kötelesrész pénzben való kiadása akár a jogosultra, akár a kötelezettre sérelmes, a bíróság az összes körülmény mérlegelése alapján elrendelheti a kötelesrésznek - egészben vagy részben - természetben való kiadását.

## A kötelesrész az osztrák jog szerint
A kötelesrész (németül: Pflichtteil) az osztrák jog szerint is korlátozza az örökhagyói végrendelkezési szabadságát. Mértéke a leszármazók és a túlélő házastárs esetében az ő törvényes örökrészüknek a fele, míg - leszármazók hiányában - a szülők kötelesrészként a törvényes örökrészük egyharmadát kapják. Van lehetőség a kötelesrész csökkentésére is, de csak akkor, ha az örökhagyó és a kötelesrészre jogosultak között nem állt fent semmiféle családi kapcsolat.

## A kötelesrész a német jog szerint
A német jog szerint is korlátja a végintézkedésbeli akaratnak a kötelesrész, amely a törvényes örökrész felét teszi ki. Pénzben fizetendő. A kötelesrész iránti igényt attól az időponttól számított három éven belül kell érvényesíteni, amikor a kötelesrész jogosultja tudomást szerez az öröklés beálltáról, arról, hogy a végrendelet őt hátrányosan érintő rendelkezést tartalmaz. A kötelesrész érvényesítése így is legeljebb 30 éven belül lehetséges.

## A kötelesrész története Magyarországon
A korábbi magyar jogban ezt a jogintézményt törvényes osztályrésznek (latinul legitima portio) nevezték. (Ugyanakkor az osztrák polgári törvénykönyv a kötelesrész (Pflichttheil) kifejezést használta.)
Lényegében mindig is a hagyatéknak azt a részét jelentette, amelyre az arra jogosult személyeknek olyan törvényes igényük lehetett, hogy attól őket (a törvényben megengedett kitagadás esetének kivételével), az örökhagyó végintézkedése sem egészen, sem részben meg nem foszthatta. Mivel régebbi hazai jogunkban az ősi vagyon felett a birtokos egyáltalán nem végrendelkezhetett, fel sem merült, hogy a törvény a hozzátartozók érdekeiről törvényes osztályrész által gondoskodjon. Ezzel szemben a szerzeményi vagyonról a birtokos teljesen szabadon és korlátlanul rendelkezhetett és a törvényes osztályrész által sem volt korlátozva.
 Az országbírói értekezlet az örökhagyó végrendelkezési szabadságát nemcsak a szerzeményi, hanem az ősi vagyon helyébe lépett öröklött vagyonra (vagyis az örökhagyó egész vagyonára) megállapította, ugyanakkor bevezette a törvényes osztályrész jogintézményét, nehogy ez a rendelkezési szabadság a családi érzelmek megsértésével a legközelebbi hozzátartozók teljes kizárására vezessen.
A törvényes osztályrész régi hazai jogunk szerint megillette: 
- a) a leszármazó egyenes örökösöket;
- b) az életben levő szülőket, vagyis az életben levő apát és anyát.

A törvényes osztályrész a felerészét tette ki annak, amit az arra jogosultak az örökhagyó után ennek végrendelet nélküli halála esetén örökölnének. A végrendelet, amennyiben a törvényes osztályrészt érinti, semmis és a jogosultak a törvényes osztályrésznek kiegészítését követelhetik. Magától értetődik, hogy miután a szülők csak leszármazók hiányában lehettek jogosultak törvényes öröklésre, a szülőket törvényes osztályrész is csak leszármazók hiányában illetheti meg. Törvényes osztályrészre nem lehetett igényük azoknak, akiket az örökhagyó törvényben meghatározott esetek alapján kitagadott. A törvényes osztályrészre való igény az örökhagyónak nemcsak végrendelkezési, hanem ajándékozási szabadságát is korlátozta. Élők közötti vagy halál esetére szóló ajándékozás között e tekintetben nem volt különbség. Ha a törvényes öröklésre jogosultak bebizonyították, hogy az örökhagyónak tiszta hagyatéka az ajándékozáskor volt érték felénél kevesebb, akkor a hiányt a megajándékozott pótolni tartozott.
Joggyakorlatunk szerint a törvényes osztályrész nem természetben, hanem csakis a törvényes hányadnak megfelelő pénzértékben volt követelhető. Ajándékozás esetében a törvényes osztályrész mértékének kiszámításnál a meglevő hagyatéki vagyon és az elajándékozott vagyon együttes értékét vették alapul. Ezen érték alapján számították ki a törvényes örökrészt, amelynek fele képezte a törvényes osztályrészt. Ezt elsősorban a meglevő hagyatéki vagyonból kellett fedezni, a megajándékozott csak az esetleges hiányt tartozott pótolni. Többrendbeli, egyidejű ajándékozásnál a megajándékozottak egyetemlegesen, ám csak a kapott ajándék erejéig voltak felelősek, míg a különböző időben történt ajándékozásnál a pótlására elsősorban a későbbi megajándékozott volt köteles.
Az 1959. évi Polgári Törvénykönyv a IV. címben szabályozta a kötelesrész jogintézményét.
Az 1978. évi IV. törvény is szabályozta a kötelesrészt, amelynek mértéke a törvényes örökrész fele volt. Ezt a mértéket a hatályos (2013. évi) Ptk. egyharmadra csökkentette.

## Bírósági gyakorlat
A Legfelsőbb Bíróság BH 1996/426. szám alatt tette közzé a kötelesrésszel foglalkozó állásfoglalását, amelynek tartalma a 2013. évi V. törvény (Polgári Törvénykönyv) hatályba lépése után is aktuális. Ezek szerint 

„... a kötelesrész iránti igényt az arra jogosultnak kell érvényesítenie, azaz követelési joga van a hagyatékkal szemben. Ebből következik, hogy a kötelesrészre jogosult akaratelhatározásától függ, hogy kötelesrészét érvényesíteni kívánja-e, vagy olyan mértékben tiszteletben tartja az örökhagyó végakaratát, hogy kötelesrészére nem tart igényt.”